# Unruhen von Belle Vue Harel

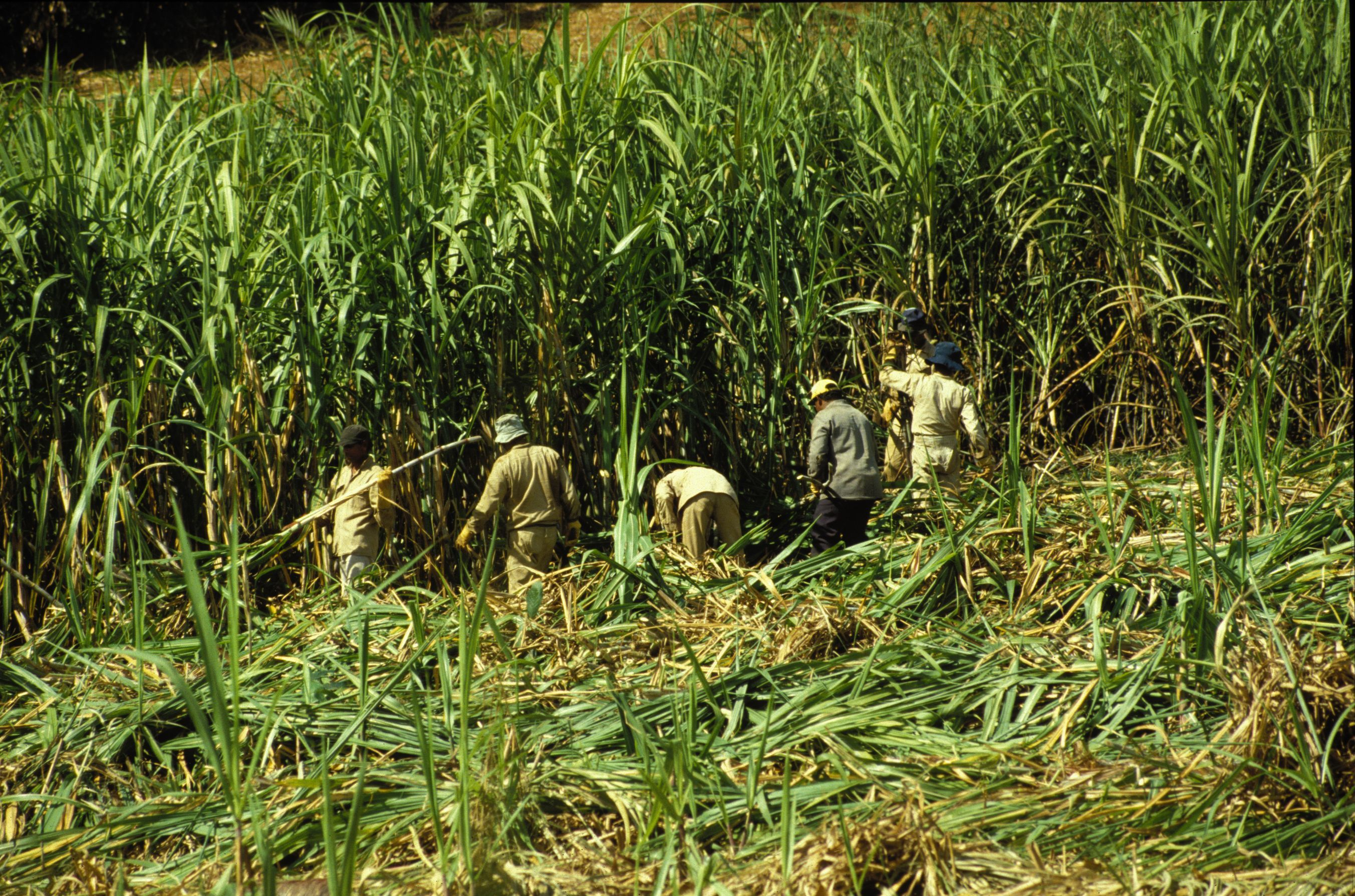
Zuckerrohrernte in Mauritius

Die Unruhen von Belle Vue Harel ereigneten sich am 27. September 1943 im Norden von Mauritius. Arbeiter der Zuckerrohrplantage von Belle Vue Harel im heutigen Distrikt Pamplemousses waren für bessere Löhne in den Streik getreten. Nachdem die Arbeiter ein vom Schlichtungsausschuss erarbeitetes Angebot nicht angenommen hatten, forderten die Besitzer der Plantage sie auf, die Felder zu verlassen. Die Arbeiter verblieben auf dem Gelände, wo die Situation eskalierte. Polizisten schossen in die Menge der Arbeiter und verursachten den Tod von vier Menschen. 16 weitere Personen wurden verletzt. Der Vorfall wird in Mauritius als Belle Vue Harel Massacre bezeichnet und gilt als Meilenstein der modernen Geschichte des Landes.

## Hintergrund

### Zuckerindustrie in Mauritius
1810 übernahmen die Briten von den Franzosen die Kolonialherrschaft über Mauritius. Ab diesem Zeitpunkt bauten die Briten die bereits existierende Zuckerindustrie auf der Insel erheblich aus. Innerhalb weniger Jahre entwickelte sich das Zuckerrohr zur mit Abstand wichtigsten Kulturpflanze auf der Insel. Während im Jahr 1823 noch 11.000 Tonnen Zucker aus Mauritius exportiert wurden, waren es im Jahr 1860 bereits 121.000 Tonnen, mit weiter steigender Tendenz. Die Kultivierung und Ernte des Zuckerrohres erforderte schnell eine sehr große Anzahl von Arbeitskräften, vor allem nachdem die Briten 1835 die Sklaverei offiziell verboten hatten. Aus diesem Grund wurden in großem Maßstab Vertragsarbeiter (indentured labourers) aus Indien angeworben, die auch als Kulis bezeichnet wurden. Die indische Immigration führte zu einer Verdreifachung der Einwohnerzahl in Mauritius bis 1891; Inder wurden zur größten Bevölkerungsgruppe auf der Insel. Schätzungen gehen davon aus, dass bis 1924 ca. 454.000 Inder als Vertragsarbeiter nach Mauritius kamen.
Die indischen Arbeiter verpflichteten sich in der Regel, für fünf Jahre auf einer Plantage zu arbeiten. Die Arbeitsbedingungen – bei Sieben-Tage-Woche ohne Feiertage – waren hart und die Bezahlung miserabel. An vielen Orten brachten die Landbesitzer, bei denen es sich meistens um alteingessene Familien der franko-mauritischen Oberschicht handelte, die Arbeiter in Behausungen unter, in denen zuvor Sklaven gewohnt hatten. Viele Arbeitskräfte weigerten sich nach Ablauf ihres fünfjährigen Vertrages, eine neue Vereinbarung einzugehen. Im Jahr 1910 endete das System der Kontraktarbeit offiziell in Mauritius, doch auch danach gelangten weitere indische Arbeiter ins Land.
Bis in die 1930er Jahre hinein änderte sich an der Situation der Arbeiter auf den Zuckerrohrplantagen wenig. Seit 1885 war die Verfassung in Mauritius nicht geändert worden, unter anderem mit der Folge, dass die indischen Arbeiter, bei denen es sich nun häufig um Nachfahren der Vertragsarbeiter handelte, nach wie vor nicht wählen durften und politisch nicht repräsentiert waren. Nach Auffassung von Emmanuel Anquetil, einem Pionier der Gewerkschaftsbewegung in Mauritius, waren die Plantagenarbeiter um 1930 schlechter gestellt als die Sklaven vor 1835.

### Unruhen von 1937
Verschiedene Kreise in Mauritius sahen es als dringlich an, die Lebensbedingungen der indo-mauritischen Bevölkerungsmajorität entscheidend zu verbessern. Um dieses Ziel zu erreichen, hielt Seewoosagur Ramgoolam, später der erste Premierminister des unabhängigen Mauritius, 1936 eine Massenbewegung für unumgänglich. Im selben Jahr wurde die Mauritian Labour Party (Mauritische Arbeiterpartei) gegründet. Deren erster Vorsitzender, Maurice Curé, sprach sich entschieden dafür aus, die Löhne der Plantagenarbeiter anzuheben. Einen anderen Weg schlug der Hindu-Missionar und Volksaufklärer Basdeo Bissoondoyal ein, der in allmählich stark besuchten Andachten seinem indo-mauritischen Publikum religiöses, kulturelles und auch politisches Selbstbewusstsein zu vermitteln versuchte.

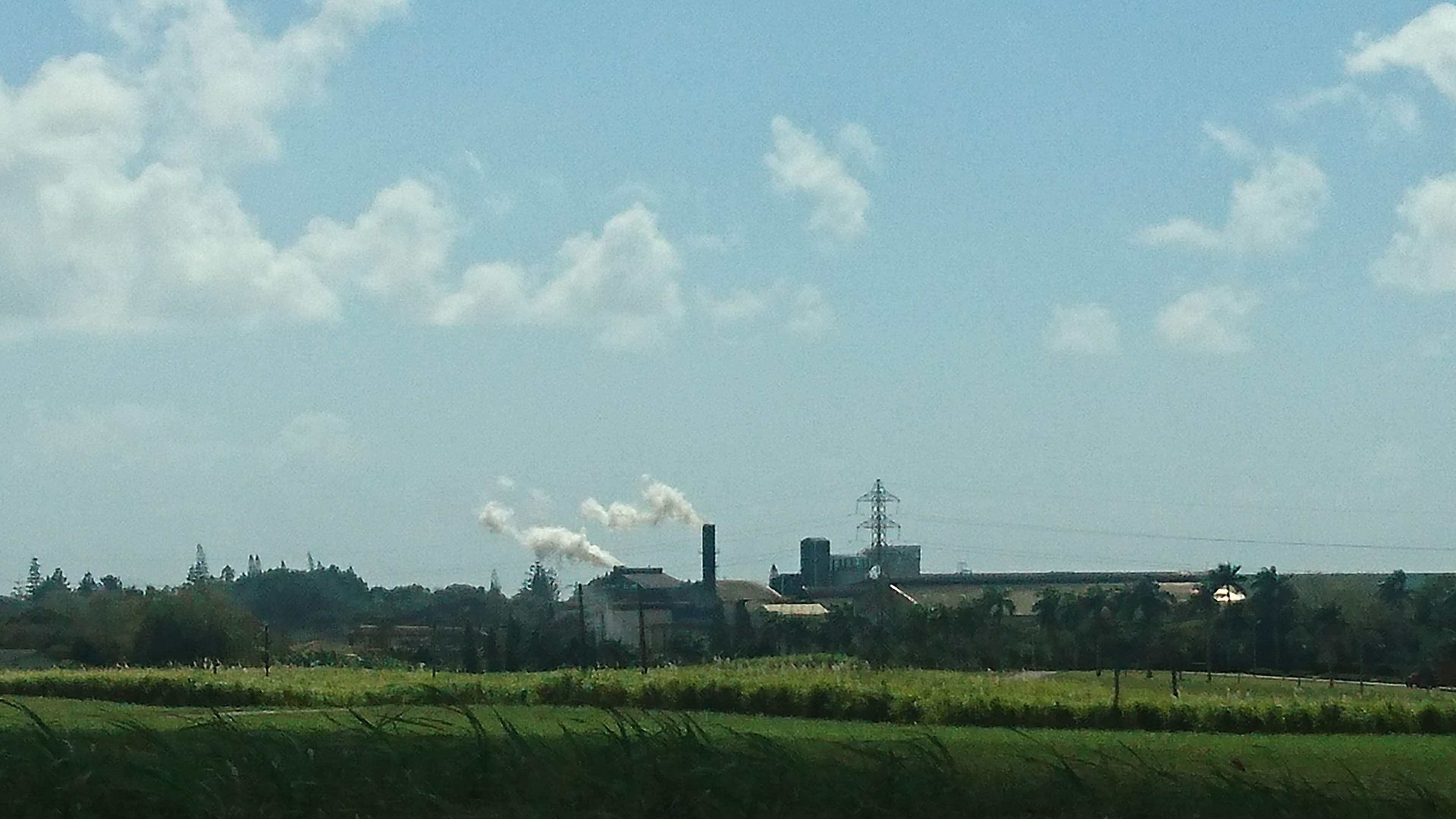
Raffinerie des Union Flacq Estate

1937 war die Unzufriedenheit nicht nur unter den Arbeitern, sondern auch unter den Kleinbauern, die schmale, meist weniger produktive Landflächen bewirtschafteten, stark angestiegen. Die Kleinbauern kritisierten, dass sie von den Zuckerfabriken der großen Plantagenbetreiber abhängig waren, in denen das Zuckerrohr verarbeitet wurde. Die Betreiber diktierten den Preis und erlaubten keine Kontrolle beim Wiegen des angelieferten Zuckerrohrs. Als die Fabriken ankündigten, für die Zuckerrohrsorte Uba, die aufgrund ihrer Wetterfestigkeit von den Kleinbauern bevorzugt wurde, einen um 15 Prozent reduzierten Preis zu zahlen, entlud sich die Wut in ersten Aktionen. Arbeiter und Kleinbauern im Norden von Mauritius, insgesamt 800 Menschen, verbündeten sich und begaben sich am 8. August 1937 auf einen Protestmarsch in die Hauptstadt Port Louis, der jedoch von der Polizei gestoppt wurde. Arbeiter, die bessere Entlohnung forderten, begannen in den darauffolgenden Tagen, Zuckerrohrfelder in Brand zu setzen. Am 13. August 1937 versuchten 200 Kleinbauern und Arbeiter die Zuckerraffinerie des Union Flacq Estate (im heutigen Distrikt Flacq) zu erstürmen. Bewaffnete Angestellte der Plantage schossen in die Menge. Vier Menschen ließen ihr Leben, sechs weitere wurden verletzt. Es waren die ersten Opfer nach Unruhen in der Geschichte von Mauritius.

### Hooper Report
Nach den Unruhen von Flacq und vor dem Hintergrund weiterer Arbeitskonflikte wie einem Hafenarbeiterstreik 1938 unterbreitete eine Kommission Vorschläge zur Verbesserung der sozialen Lage in Mauritius, die im sogenannten Hooper Report (April 1939) zusammengefasst wurden. Vor allem Empfehlungen der Mauritian Labour Party wurden aufgegriffen, so etwa eine Anhebung der Löhne für Arbeiter in der Zuckerindustrie um zehn Prozent, die Festsetzung eines Mindestlohnes, kontrolliertes Wiegen des von Kleinbauern geernteten Zuckerrohres, Erlaubnis zur Gründung von Gewerkschaften und eine verbesserte Alters- und Gesundheitsversorgung. Ein neu errichtetes Labour Department (etwa: Arbeitsbehörde) sollte die Interessen der Arbeiter vertreten und bei Konflikten vermitteln. Streiks wurden als legales Mittel des Arbeitskampfes anerkannt. Das Recht der Arbeitgeber, Beschäftigte wegen Vergehen ins Gefängnis werfen zu lassen, wurde als „Eingriff in die persönliche Freiheit“ verworfen.

### Situation der Arbeiter 1941
Die Situation der Arbeiter auf den Zuckerrohrfeldern änderte sich nach Veröffentlichung des Hooper Reports zunächst jedoch kaum. Im Gegenteil: Die Löhne hielten mit der kriegsbedingt hohen Inflationsrate nicht mehr Schritt und fielen unter den festgesetzten Mindestlohn. Ein Teil ihres Lohnes wurde ihnen in Form einer Lebensmittelration ausbezahlt. Außerhalb der Erntesaison verdienten die Arbeiter zehn Rupien pro Monat; während der körperlich besonders anstrengenden Erntezeit erhielten sie drei Rupien pro Tag. Als Granville Orde-Browne, ein Berater des britischen Kolonialministers, Anfang 1941 Mauritius besuchte, zeichnete er ein düsteres Bild. Er wies die örtlichen Kolonialbehörden darauf hin, dass die seit Jahren unveränderten Löhne der mauritischen Arbeiter niedriger seien als in den britischen Kolonien Trinidad, Jamaika und Britisch-Guayana. Die Produktion pro Arbeiter sei infolge von Unterernährung, fehlender medizinischer Versorgung und schlechtem Gesundheitszustand signifikant geringer.

## Verlauf der Unruhen

### Protestbrief und Hungermarsch
Im Dezember 1942 erreichte der Unmut der Zuckerrohrarbeiter einen neuen Höhepunkt. In Belle Vue Harel klagten sie über die unangemessenen Löhne, die von den Plantagenbesitzern, den franko-mauritischen Clans Harel und Rousset, gezahlt wurden. Vier dieser Arbeiter (Andrée Moonsamy, Hurrynanan Boykount, Sirkisson Seenath und Kistnasamy Mooneesamy) schrieben und unterzeichneten einen Protestbrief im Namen aller Arbeiter der Plantage und schickten ihn an den Direktor des Labour Departments, um eine gerechtere Entlohnung zu fordern. Sie erhielten jedoch keine Antwort.
Anfang 1943 beteiligten sich etwa 100 Arbeiter der Plantage Belle Vue Harel an einem sogenannten Hungermarsch, dem ähnliche Aktionen an anderen Orten im Norden von Mauritius folgten. Im April 1943 kam es zu ersten, kurzfristigen Streiks auf einzelnen Plantagen. Im Juli desselben Jahres nahmen die Arbeitsniederlegungen zu, die von der Kolonialpolizei mit Billigung des Labour Departments niedergeschlagen wurden. Unterstützung erhielten die Arbeiter von zwei lokalen Gewerkschaftern, Hurryparsad Ramnarain und Sharma Jagdambee.

### Streik im September 1943
Am 13. September 1943 begann, erneut in Belle Vue Harel, ein großer, diesmal länger anhaltender Streik. Die Eigentümer der Plantage und das Labour Department übten großen Druck auf Ramnarain und Jagdambee aus, die die Arbeiter vor dem Schlichtungsausschuss vertraten. Die beiden Gewerkschafter akzeptierten ein Angebot auf Höhe des Mindestlohnes, ohne jedoch mit den streikenden Arbeitern Rücksprache zu halten. Als unglücklich wurde auch empfunden, dass sich Ramnarain in einem Interessenkonflikt befand: Er bekleidete zu der Zeit eine Stellung im Informationsministerium, wo sein Vorgesetzter derselbe Mann war, der auch dem Schlichtungsausschuss vorstand.
Die Streikenden lehnten die getroffene Vereinbarung rundweg ab und setzten ihren Arbeitskampf fort. Die Eigentümer forderten am 24. September alle Arbeiter, die das Schlichtungsergebnis ablehnten, dazu auf, die Plantage binnen fünf Tagen zu verlassen. Gleichzeitig trafen die Landbesitzer und das Labour Department Absprachen mit der örtlichen Polizei, die darauf zielten, den Streik so schnell wie möglich zu beenden.

### Tödliche Schüsse
Trotz der angespannten Situation entschieden die Arbeiter, den Streik fortzusetzen. Am Morgen des 27. Septembers 1943 hielten sie eine in der lokalen hinduistischen Kultur verankerte baitka, eine Versammlung und Andacht, ab. Verkleidet als Arbeiter erschien ein von der Criminal Investigation Division (Kriminalpolizei) entsandter Beamter namens Thancanamootoo auf der Plantage, um die Lage zu erkunden. Er wurde von den Streikenden sofort als Polizeispitzel erkannt und von einem der Arbeiter attackiert. Thancanamootoo erlitt Verletzungen, konnte sich jedoch in das Büro der Plantagenverwaltung retten und dort Unterstützung anfordern.
Etwa drei Dutzend Polizeikräfte sahen sich kurz darauf mit einer mit Stöcken und Steinen bewaffneten zornigen Menge von 200 bis 300 Männern, Frauen und Kindern konfrontiert. Als die Polizisten versuchten, den Angreifer Thancanamootoos zu verhaften, gingen die Streikenden auf die Polizisten los. Umringt von feindseligen Arbeitern, verloren sie die Kontrolle über die Situation und begannen, auf die Menschen zu schießen. Drei Personen kamen dabei noch auf dem Gelände der Plantage ums Leben: der 37-jährige Arbeiter Kistnasamy Mooneesamy, einer der Autoren des Protestbriefes an das Labour Department, der 14-jährige Jugendliche Moonsamy Moonien und die 32 Jahre alte Arbeiterin Anjalay Coopen, die mit ihrem ersten Kind schwanger war. 16 Personen wurden teilweise schwer verletzt. Ein weiterer Arbeiter, Marday Panapen, erlag neun Tage nach den Schüssen in einem Krankenhaus in Port Louis seinen Verletzungen.

## Nachwirkungen
Zwei Tage nach der Schießerei von Belle Vue Harel wurden drei der getöteten Menschen in einer vom Hindu-Missionar Basdeo Bissoondoyal geleiteten Zeremonie, an der 1500 Menschen teilnahmen, beigesetzt. Der Gewerkschafter Hurryparsad Ramnarain trat aus Protest gegen Landbesitzer und Polizei in einen acht Tage währenden Hungerstreik, den er erst abbrach, als ihm eine gewissenhafte Untersuchung der Vorfälle zugesichert wurde.  Wie schon nach den Unruhen von Flacq wurde eine Kommission gebildet, die Vorschläge zur Verbesserung der sozioökonomischen Situation der Arbeiterklasse entwickelte. Anders als 1937 wurden die meisten der Forderungen des Moody Reports jedoch ernst genommen und zügig umgesetzt. Sie betrafen die Sozial- und Gesundheitsfürsorge sowie das gesamte Wohnungs- und Sanitärwesen; außerdem wurden regelmäßige Tarifverhandlungen angemahnt. Die Notwendigkeit der „sofortigen Einrichtung eines Schlichtungs- und Schiedsgerichtsverfahrens und einer endgültigen Entscheidung in Arbeitskonflikten“ nahm einen besonderen Platz ein. Einen indirekten Einfluss nahm der Streik auch auf die Verfassungsgeschichte des Landes. 1948 wurden Wahlrecht und Verfassung so geändert, dass viele Inder in Mauritius erstmals an einer Wahl teilnehmen konnten und politische Repräsentation erlangten.

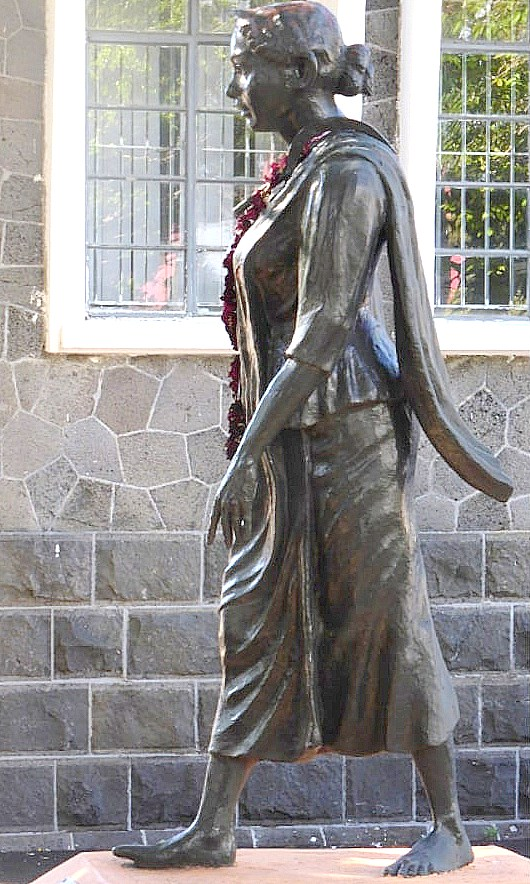
Statue von Anjalay Coopen vor dem Jugendgericht in Port Louis

Die Unruhen von Belle Vue Harel gelten heute als „Meilenstein in der Geschichte des modernen Mauritius“. In den ersten 20 Jahren nach den tödlichen Schüssen wurde jeweils am 27. September der Opfer gedacht. Inzwischen sind die Vorfälle zentraler Teil der Erinnerungskultur am Labour Day (Tag der Arbeit).
Anjalay Coopen, die in Belle Vue Harel getötete Arbeiterin, wird in Mauritius als „erste weibliche Märtyrerin“ des Landes geehrt. Zu ihrem Gedenken wurde 1995 eine Statue am Durchgangslager Aapravasi Ghat in Port Louis errichtet, an dem Ort, an dem einst die ersten indischen Vertragsarbeiter, ihre Vorfahren, in Mauritius ankamen. Später wurde die Statue in den öffentlich nicht zugänglichen Hof des Children's Court (Jugendgerichtes) in Port Louis verlegt. 2003 wurde zu Ehren von Anjalay Coopen und ihrer Kameraden eine vom Künstler Harold Gentil gestaltete Stele errichtet. Das Mahnmal befindet sich im Ort Cottage, wo die vier getöteten Arbeiter eingeäschert worden waren. Nach Anjalay Coopen ist außerdem das Anjalay Stadium in Belle Vue Harel benannt, in dem  die mauritische Fußballnationalmannschaft zeitweise ihre Heimspiele austrug.